# Steady Diet of Nothing
Steady Diet of Nothing là album phòng thu chính thức thứ hai của ban nhạc post-hardcore người Mỹ Fugazi, được phát hành vào tháng 7 năm 1991. Tiêu đề của album xuất phát từ một câu nói của danh hài người Mỹ Bill Hicks.
Dù nhận được đánh giá cao và khá phổ biến khi mới phát hành cũng như thường là một trong những album yêu thích của người hâm mộ, Steady Diet of Nothing thường bị xem nhẹ bởi nhiều nhà phê bình khi họ viết về sự nghiệp của Fugazi.

## Thu âm
Steady Diet of Nothing được thu âm vào tháng 1 và tháng 2 năm 1991 tại Inner Ear Studios và đây là album đầu tiên mà ban nhạc tự sản xuất. Do không có nhà sản xuất nào hỗ trợ trừ kỹ thuật viên Don Zientara, việc thu âm và phối khí cho album này là một việc nan giải đối với nhóm. Guy Picciotto nói về Steady Diet, "[nó] là một tác phẩm hóc búa mà chúng tôi đã làm. Nó là sự cố gắn đầu tiên của chúng tôi trong việc sản xuất và phối khí, và chúng tôi không nghĩ mình đã có sự quản lý tốt, một cách kỹ thuật, về những gì chúng tôi muốn làm. Và chúng tôi cũng cảm thấy như bị chiên lên với hàng đống cuộc lưu diễn. Tôi đánh giá cao Steady Diet vì nhiều điều, nhưng sự bằng phẩng giữa biểu diễn trực tiếp và âm thanh [thu âm] thật kỳ lạ với chúng tôi." Ca sĩ/tay guitar Ian MacKaye giải thích, "Nó giống như chúng tôi đi trên vỏ trứng, cố không làm tổn hại người khác. Không ai nói, "vặn nhỏ tiếng guitar xuống," hay, "vặn nhỏ tiếng trống xuống." Thế nên cuối cùng chúng tôi có một sự pha trộn bình đẳng, và nhiều khi sự pha trộn bình đẳng đồng nghĩa với sự pha trộn tệ hại. Và tôi cảm thấy Steady Diet là một ví dụ điển hình mà chúng tôi đã quá thận trong, dẫu nhiều người cho rằng đây là tác phẩm hay nhất của chúng tôi."

## Lời
| Đánh giá chuyên môn | Đánh giá chuyên môn |
| Nguồn đánh giá      | Nguồn đánh giá      |
| Nguồn               | Đánh giá            |
| ------------------- | ------------------- |
| Allmusic            | [ 4 ]               |
| Rolling Stone       | [ 5 ]               |
| Robert Christgau    | [ 6 ]               |

Nội chung của Steady Diet mang nặng tính chính trị hơn các album khác của Fugazi. Rõ rệt nhất trong "Dear Justice Letter", với lời được ảnh hưởng từ William J. Brennan, người đã nghỉ hưu trước đó không lâu. Ban nhạc mang chủ đề tự do cá nhân đến "Reclamation", Ian MacKaye sáng tác về Rodney King và kết quả là "KYEO".

## Danh sách bài hát
(Hát chính trong ngoặc đơn)
1. "Exit Only" – 3:11 (Picciotto)
2. "Reclamation" – 3:21 (MacKaye)
3. "Nice New Outfit" – 3:26 (Picciotto)
4. "Stacks" – 3:08 (MacKaye)
5. "Latin Roots" – 3:13 (Picciotto)
6. "Steady Diet" – 3:42
7. "Long Division" – 2:12 (MacKaye)
8. "Runaway Return" – 3:58 (Picciotto)
9. "Polish" – 3:38 (MacKaye)
10. "Dear Justice Letter" – 3:27 (Picciotto)
11. "KYEO" – 2:58 (MacKaye)

## Thành phần tham gia
- Joe Lally - Bass
- Ian MacKaye - Guitar, hát
- Guy Picciotto - Guitar, hát
- Brendan Canty - Trống

### Thành phần kỹ thuật
- Don Zientara - Kỹ thuật viên
- Lucy Capehart - Nhiếp ảnh
- Adam Cohen - Nhiếp ảnh
- John Falls - Nhiếp ảnh